# 台灣數位光訊科技集團
台灣數位光訊科技集團（Taiwan Optical Platform），簡稱台數科（TOP），成立於2006年8月2日，是台灣中部有線電視多系統業者（MSO）及網際網路供應商（ISP）。目前已成為全國第五大 MSO 業者，並朝全方位的 4C 整合者持續成長中，台數科集團主要產品為有線電視、寬頻上網、頻道出租、電路出租、衛星電視台。目前台數科集團董事長為廖紫岑、副董事長為林亞璇。

## 旗下有線電視系統台
- 大屯有線電視 台中市:太平區.大里區.霧峰區.烏日區-網路經營和提供有線電視
- 台灣佳光電訊-台中市:沙鹿區.大甲區.龍井區.清水區.大肚區.梧棲區.大安區-網路經營和提供有線電視
- 台灣佳光電訊-台中市:中區.東區.西區.西屯區.南區.南屯區.北區.北屯區-只有網路沒有提供有線電視(這個經營區只有群健有線)
- 中投有線電視（南投縣）-網路經營和提供有線電視
- 佳聯有線電視（雲林縣斗六市）-網路經營和提供有線電視
- 新永安有線電視（台南市）-網路經營和提供有線電視
- 大揚有線電視（嘉義縣）-網路經營和提供有線電視

## 政商關係
該集團董事長廖紫岑出身政治世家。父親廖泉裕曾任中國國民黨籍台灣省議員及雲林縣縣長，母親許恒慈曾任國民大會代表，胞姊廖苑君為第20屆中國國民黨中央委員，姨媽許榮淑為民主進步黨創黨黨員及人民最大黨創黨主席。
2017年3月22日，公民反媒體壟斷聯盟刊登報紙廣告質疑，臺中市市長林佳龍涉嫌向國家通訊傳播委員會關說，支持台數科收購東森電視，涉嫌意圖掌控媒體；林佳龍與臺中市政府新聞局局長卓冠廷駁斥此說，揚言提告。2017年5月31日，國家通訊傳播委員會第750次委員會議否決台數科收購東森電視案。

## 發展過程

### 歷史沿革
2015年股票上市，2018年整合有線、網路電視應用，建置IoT平台，深耕地方產製地方新聞並產製多元節目，台數科經營有線電視事業、電信事業、媒體事業三大區塊。

### 近期發展
台數科近期聚焦在「數位應用」，針對不同族群進行跨界合作與應用。2019年6月開始與LINE TV 合作，讓用戶可在台數科電視盒「哈TV+」上觀賞LINE節目，為LINE TV 首次與亞洲有線電視業者合作。並投資瑪帛科技，使電視可進行視訊通話，讓外地子女可以關懷家中長輩。

## 近期事件

### 申請電視台
2020 年 3 月 4 日，NCC宣布：許可「鑫傳視訊廣告股份有限公司所屬『中台灣生活網』頻道營運計畫，頻道名稱改為『台灣生活網』、頻道屬性『新聞台』、識別標識及節目規劃變更，並換發衛星廣播電視事業執照」，通過台數科申請新聞台執照。
2020 年 3 月 11 日，NCC第900次委員會議，委員郭文忠提出復議，並獲得其他委員通過，決議台數科申請電視台案應予重行審議。2020年8月12日，NCC副主任委員翁柏宗表示，委員會議日前決議，認為有必要針對所有的新聞台申設案制定一致的審查標準；NCC電臺與內容事務處簡任視察陳書銘則表示，針對中台灣生活網變更案，台數科已在2020年5月補件。

### 自製人文紀實節目《真世代》
台數科自製人文紀實節目《真世代》，說服吳念真在TVBS頻道《台灣念真情》停播20年後再次為電視節目獻聲。該節目籌備3年，田野調查400多人，走過50個鄉鎮，並入圍2020年金鐘獎「非戲劇類節目攝影獎」（移動中的溫暖）、「非戲劇類節目剪輯獎」（媽祖住我家）、「非戲劇類節目剪輯獎」（移動中的溫暖）。

## 簡史

### 大事紀
- 2006：
  - 經濟部核准寶月投資股份有限公司之設立登記。
- 2007：
  - 台灣基礎國際網路公司分割設立台灣數位光訊科技公司。
  - 子公司鑫傳視訊廣告(股)公司取得衛星廣播電視節目供應業之特許執照，籌設冠軍電視台。
  - 子公司佳聯有線電視、大屯有線電視、西海岸有線電視、中投有線電視、台灣基礎開發科技取得室內網路業務籌設許可。
- 2008：
  - 子公司台灣基礎開發科技(股)公司取得第二類電信事業增設特殊業務，得以經營VoIP業務。
  - 子公司台灣基礎開發科技取得網路電話號碼及第七號信號系統國內信號點碼核配。

- 2009：
  - 取得頻道衛星廣播電視事業執照
  - HD數位頻道開播暨產學合作簽約酒會
  - 取得冠軍HD頻道衛星廣播電視事業執照。
- 2010：
  - 掌握數位電視核心技術，成功研發台灣第一套無卡條件存取系統(CAS)支援同兩套系統存取系統運行，並率先商用化，為台灣MSO中之首創。
  - 贊助"愛的小紅包,親善大使來敲門"公益慈善活動。
  - 贊助關懷日本災民" 臺中千人追思 讓愛成為力量"慈善募款活動。
  - 佳聯有線電視公司捐款購書，豐富偏遠學校藏書
  - 贊助2011明星公益棒球賽
  - 入圍行政院新聞局100年金視獎節目類12件作品
  - 集團捐贈復康巴士。
  - 入圍第十屆卓越新聞獎電視類專題新聞獎
  - app《哈TV》正式提供服務。
- 2012：
  - 贊助"愛的小紅包"公益慈善活動。
  - top入圍101年度金視獎11項獎項
  - 中台灣生活網入圍第十屆卓越新聞獎每日新聞節目獎
- 2013：
  - 合併子公司台灣數位光訊科技股份有限公司，並變更公司名稱為現名。
  - 鑫傳視訊廣告獲行政院新聞局補助製播高畫質偶像劇《我愛幸運七》。
- 2014：
  - 西海岸有線電視更名為台灣佳光電訊(股)公司。
  - 台數科股票在中華民國證券櫃檯買賣中心上櫃，股票代號6464。
- 2015
  - 台數科股票在臺灣證券交易所上市2015年12月16日：。
  - 台數科2016年10月14日宣布，董事會決議透過100%持股子公司鑫隆多媒體，購買凱雷集團旗下投資公司（偉齊股份有限公司、杰軒股份有限公司）100%股權，暨購買部分東森電視員工股權，以間接持有東森電視65%股權[13]，但已引起另一大股東東森國際的異議[14]。
  - 台數科總裁簡森垣榮獲104金視獎個人貢獻獎 。[15]。
- 2016 ：
  - 苗栗縣網路查驗完成，取得市內網路業務特許執照
- 2017 ：
  - 2017年3月1日：公平交易委員會委員會議決議，有條件批准台數科收購東森電視，附加兩項負擔不禁止其結合，以確保整體經濟利益大於限制競爭之不利益。[16]同日，台數科與臺中市政府簽署「安心雲農產平台」合作備忘錄[17]。
  - 2017年5月31日：NCC第750次委員會議否決台數科收購東森電視案。[18]
  - 2017年11月29日：榮獲第16屆卓越新聞獎-電視及網路(影音)類「每日新聞節目獎」
- 2018 ：
  - 2018年8月7日：旗下大屯有線電視，以「小跟班去哪玩」節目，二度奪下主持人獎，台灣佳光電訊製作的「Hello Taiwan背包日記」則是分別拿下，企編獎還有攝影獎的肯定
  - 2018年11月27日：第十七屆卓越新聞獎象徵新聞倫理及新聞專業最高榮譽，這場一年一度的新聞界盛會，將頒發2018年新聞志業特殊貢獻獎及卓新獎四大類十四個獎項。其中台灣數位光訊科技集團，旗下的大屯有線電視，以「大台中新聞」節目，二度奪下每日新聞節目獎，成績十分亮眼。
- 2019 ：
  - 2019年5月30日：台數科(6464)公司今天舉行股東大會，並同時改選新任董事，由原副董事長兼執行長廖紫岑接任董事長一職，林亞璇接任副董事長一職，朝佈局有線電視升級的目標前進。董事長廖紫岑表示改變已刻不容緩，現有的光纖網路未來將往電信發展、有線電視朝OTT網路電視邁進、而內容產業則是希望能併購再成長，並結合物聯網（IoT）的運用，全面開啟集團營運新頁。
  - 2019年6月25日：亞洲首例LINE TV跨螢有線電視，台數科「哈TV+」六大智能亮相，台數科與LINE TV影音平台獨家合作，六月二十六日LINE TV正式上架到台數科的智慧電視盒「哈TV+」，收視戶將可擁有大螢幕的追劇享受，這也是LINE TV在亞洲地區首度跟有線電視業者合作。
- 2020 ：
  - 2020年2月12日：傾聽在地的聲音真世代人文紀實片，「不是最大 卻是最暖」 台數科集團與吳念真導演聯手打造旗艦內容 傾聽在地的聲音 《真世代》人文紀實片 2/12真情上映

## 外部連結
- 台灣數位光訊科技集團 （页面存档备份，存于）
- 大屯有線電視
- 台灣佳光電訊-臺中市區